# Anticoagulant oral
Les anticoagulants oraux sont des médicaments sous forme de comprimés, destinés à empêcher la formation de caillots dans le système circulatoire. Ils se distinguent des autres anticoagulants administrés par injection.

## Les anti-vitamines K
Cette inhibition se fait de façon compétitive sur les protéines vitamine K-dépendantes.
Il existe 2 types d'AVK (anti vitamines K) : 
- les coumariniques (dérivées de la coumarine) : acénocoumarol (Sintrom), warfarine (Coumadine), phénprocoumone (Marcoumar)
- les dérivés de l'indane-1,3-dione : fluindione (Previscan)

L'usage d'AVK se fait sous surveillance régulière du temps de Quick (ou taux de prothrombine), ou plus souvent aujourd'hui de l'INR (international normalized ratio). Comme tout anticoagulant, ils exposent à des phénomènes hémorragiques : hématomes, saignements divers (nez, gencives, etc. ), hémorragies cérébrales, etc., particulièrement en cas de surdosage dont témoigne un INR supérieur à 5. Ces effets sont lentement réversibles, l'INR restant élevé plusieurs jours après leur arrêt. Ils comportent de nombreuses interactions médicamenteuse et alimentaires.

## Autres
Plusieurs médicaments par voie orale et ne nécessitant pas de surveillance sanguine régulière sont en cours de développement. Le Ximélagatran répond à ces critères mais sa commercialisation a été arrêtée en raison d'effets secondaires. Le dabigatran ne semble pas avoir ces derniers. 
Le rivaroxaban est un inhibiteur du facteur de la coagulation Xa. Il a eu son autorisation de mise sur le marché européenne le 30 septembre 2008 et une AMM en France le 21 janvier 2009 pour une indication précise : la prévention des événements thromboemboliques après une chirurgie de la hanche ou du genou. Il a été testé avec un certain succès dans la prévention des phlébites après une intervention orthopédique et s'avérant même être supérieur, lorsqu'il est donné de manière prolongée, par rapport à un traitement classique par héparine de bas poids moléculaire administrée par injections.
Voir les Inhibiteurs des Protéases de la coagulation.